# Деміен
«Деміен» (англ. Damien) — восьмий епізод серіалу «Південний Парк», прем'єра якого відбулася 4 лютого 1998 року. Незважаючи на те, що «Деміен» є восьмим епізодом першого сезону серіалу, хронологічно він вийшов десятим.

## Сюжет
У третьому класі з'являється новий учень. Його звуть Деміен, і він син диявола. Нові однокласники приймають Деміена не надто дружелюбно, і він починає використовувати диявольську силу, підпалюючи і знищуючи все навколо. Оскільки це також не викликає симпатії, він стає другим ізгоєм у класі разом з Піпом — тільки їх Картмен не запрошує на свою вечірку на честь дня народження.
Після уроків Картман починає пояснювати, що кожен запрошений повинен купити йому певний подарунок (з серії «Мега-менів»). Хоча всі і незадоволені — адже кожен повинен вибирати подарунок сам — Ерік наполягає. Деміен розлютившись після жарту Кенні перетворює його в качкодзьоба, через що Еріку доводиться знову коригувати свої плани.
Про пришестя сина диявола дізнається Ісус. Він приходить поспілкуватися зі своїм ворогом особисто, і той викликає свого батька — Сатану, який кличе Ісуса на боксерський поєдинок. З цієї нагоди в місті відкривається тоталізатор, і після порівняння фізичних характеристик суперників — гігантського Сатани (вага 145 кг 25гр) і худенького Ісуса (вага 61 кг 50 гр) — всі негайно ставлять на Сатану (крім єдиного людини, чиє ім'я невідоме). Ісус розчаровується в містянах. Він просить Стена, Кайла і Кенні потренувати його, що ті і роблять за участі Шефа.
День поєдинку дуже недоречно для Картмана збігається з його днем народження. Піп ходить навколо будинку Еріка з Деміеном, який раптово робить з Піпа феєрверк. Це захоплює дітей, і ті визнають його за свого. Однак після того, як Кайл дарує Еріку не той подарунок, що був замовлений, Картмен влаштовує істерику, і всі йдуть дивитися на поєдинок.
Під час поєдинку Сатана жорстоко б'є Ісуса (чому раді всі містяни). Стен і Кайл підбадьорюють Христа, він встає і завдає Сатані слабкий удар, від якого той на загальний подив падає як підкошений. Суддя зараховує поразку, після чого з'ясовується, що саме Сатана єдиний поставив на Ісуса, завдяки чому йому дісталися всі гроші міста. Розчаровані містяни знову повертаються до Христа. Тим часом Картмен один сидить за святковим столом і стогне від кількості з'їдених солодощів.

## Смерть Кенні
Джимбо пристрелив Кенні-качкодзьоба з криком: «Він хоче на нас напасти!»

## Персонажі
У цьому епізоді вперше з'являються:
- Містер Мекі
- Крейг Такер
- батько Максі
- Сатана
- Деміен

У класі сидять (зліва направо): Клайд; Венді; Піп; Картман; токен; Кевін; Кайл; Дог Пу; Кенні; Стен; Енні; Берта. Деміен сідає між Венді і Піп.

## Пародії
Деміен — ім'я хлопчика-антихриста з фільму «Омен». Також зображенням жирафів і бабуїнів, що висять в класній кімнаті натякають на сцени з фільму, коли жирафи і бабуїни божеволіли поруч з Деміеном.
Деміен зовні нагадує Хекебуса, сина Сатани, (анг. Hecebus, Spawn of Satan) з канадського скетч-шоу The Kids in the Hall.